# Preixana
Preixana är en kommun och ort i Spanien. Den ligger i provinsen Província de Lleida och regionen Katalonien, i den östra delen av landet, 400 km öster om huvudstaden Madrid. Preixana ligger 333 meter över havet och antalet invånare är 410.
Terrängen runt Preixana är platt åt nordväst, men åt sydost är den kuperad. Runt Preixana är det glesbefolkat, med 17 invånare per kvadratkilometer. Närmaste större samhälle är Tàrrega, 9,5 km nordost om Preixana. Trakten runt Preixana består till största delen av jordbruksmark.